# Pierre Lesne
Pierre Lesne (Landrecies, 9 april 1871 - Brunoy, 10 november 1949) was een Frans entomoloog.
Lesne werd geboren in Landrecies, Frankrijk in 1871. Hij werkte een groot deel van zijn leven in het Muséum national d'histoire naturelle als assistent entomoloog. Lesne werkte voornamelijk op het gebied van de kevers (coleoptera) en beschreef de kevercollecties uit Abessinië en Mozambique in het museum. Hij was gespecialiseerd in de boorkevers (Bostrichidae) en beschreef honderden nieuwe keversoorten. Lesne was lid van diverse wetenschappelijke organisaties, zoals de Société de pathologie végétale et d'entomologie agricole de France, de Société linnéenne de Lyon, de Société zoologique de France en van de Société entomologique de France, waar hij in 1907 en 1938 ook president van was. Zijn collectie bevindt zich in het Muséum national d'histoire naturelle in Parijs.

## Enkele publicaties
- 1893 - Extraits du Bulletin de la Société entomologique de France. Nouveaux Anthicides. Description d'Espèces nouvelles. Observation biologique sur Timarcha generosa. L'Échange. Revue linnéenne met Maurice Pic.
- 1894 - Extraits du Bulletin de la Société entomologique de France. Insectes nuisibles à l'aulne. L'échange. Revue linnéenne
- 1896 - Moeurs du Limosina sacra, phénomènes de transport mutuel chez les animaux articulés, origine du parasitisme chez les insectes diptères. In: Bulletin de la Société entomologique de France.
- 1897 - Révision des Bostrychides. In: Annales de la Société entomologique de France.
- 1901-1904 - Synopsis des Bostrychides paléarctiques.
- 1902 - Les Bostrychides indo-chinois du genre Heterarthron. In: Bulletin de la Société entomologique de France.
- 1907 - Note sur les Coléoptères Bostrychides de la Guyane française. In: Bulletin du Muséum d'histoire naturelle.
- 1909 - Notes sur la nomenclature des Clérides. In: Bulletin de la Société entomologique de France.
- 1911 - Bostrychidae. In: Wissenschaftliche Ergebnisse der deutschen Zentral-Africa-Expedition 1907-1908 unter Führung Adolf Friedrichs, Herzog zu Mecklenburg
- 1912 - Notes sur les Coléoptères Térédiles. In: Bulletin du Muséum d'histoire naturelle.
- 1916 - Les Carabides nuisibles au fraisier. In: Bulletin de la Société de pathologie végétale de France.
- 1917 - Catalogue des coleopteres de la region Malgache decrits ou mentionnes par L. Fairmaire (1849-1906).
- 1919 - Un Longicorne indo-malais nouvellement introduit à la Réunion. In: Bulletin de la Société entomologique de France.
- 1920 - Ténébrionides nouveaux de l'Afrique orientale appartenant au genre Himatismus. In: Bulletin d'histoire naturelle.
- 1922 - Coléoptères: Bostrychides, Clérides, Sphindides et Ténébrionides. In: Voyage de M. le baron Maurice de Rothschild en Éthiopie et en Afrique orientale anglaise, 1904-1905
- 1924 - Les coléoptères bostrychides de l'Afrique tropicale française.
- 1925 - Les Coléoptères Sphindides du bassin de l'Océan Indien. Comptes rendus du Congrès des sociétés savantes.
- 1937 - Description d'une forme nouvelle de Zophosis (Coléoptères, Tenebrionidae).
- 1937 - Sur un groupe peu connu de sinoxylon indo-malais, coleoptera, bostrychidae. In: Bulletin de la Société zoologique de France.

- Bibsys: 6088219
- Bibliothèque nationale de France: cb12441356n (data)
- International Standard Name Identifier: 0000 0000 6306 5312
- Library of Congress Control Number: no96032861
- Nationale Bibliotheek van Tsjechië: mzk2015870209
- Nationale bibliotheek van Australië: 36586370
- Nationale Bibliotheek van Israël: 987007461574805171
- Nederlandse Thesaurus van Auteursnamen: 277157838
- Système universitaire de documentation: 03355725X
- Virtual International Authority File: 12401131
- WorldCat: E39PBJpjcWrCxv9fh66QGMQ6rq

1. ↑  Jean-Jacques Amigo, « Lesne (Pierre) », in Nouveau Dictionnaire de biographies roussillonnaises, vol. 3 Sciences de la Vie et de la Terre, Perpignan, Publications de l'olivier, 2017, 915 p. (ISBN 9782908866506)